# Lars-Levi Sunna

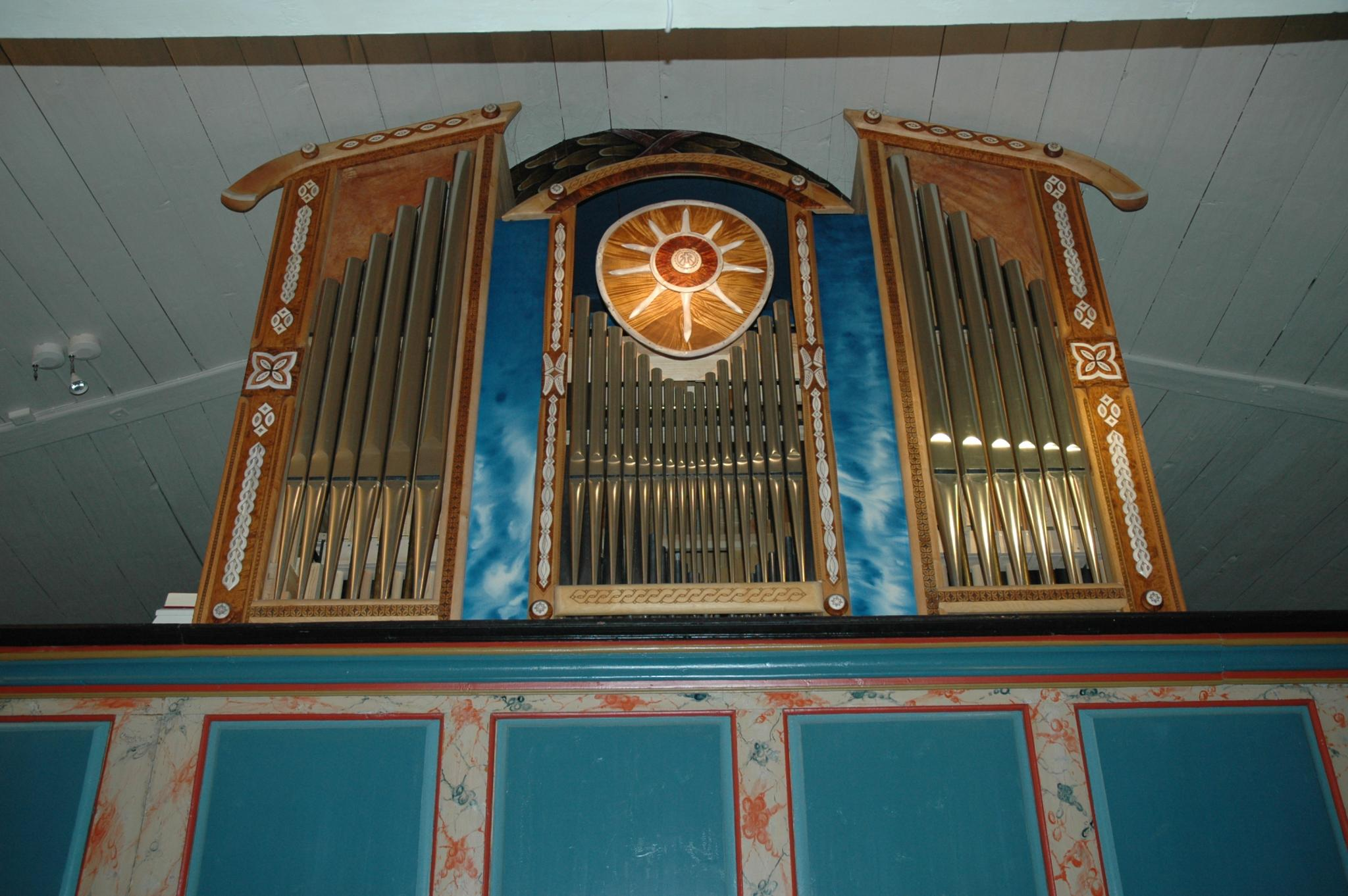
Orgelfasad i Jukkasjärvi kyrka

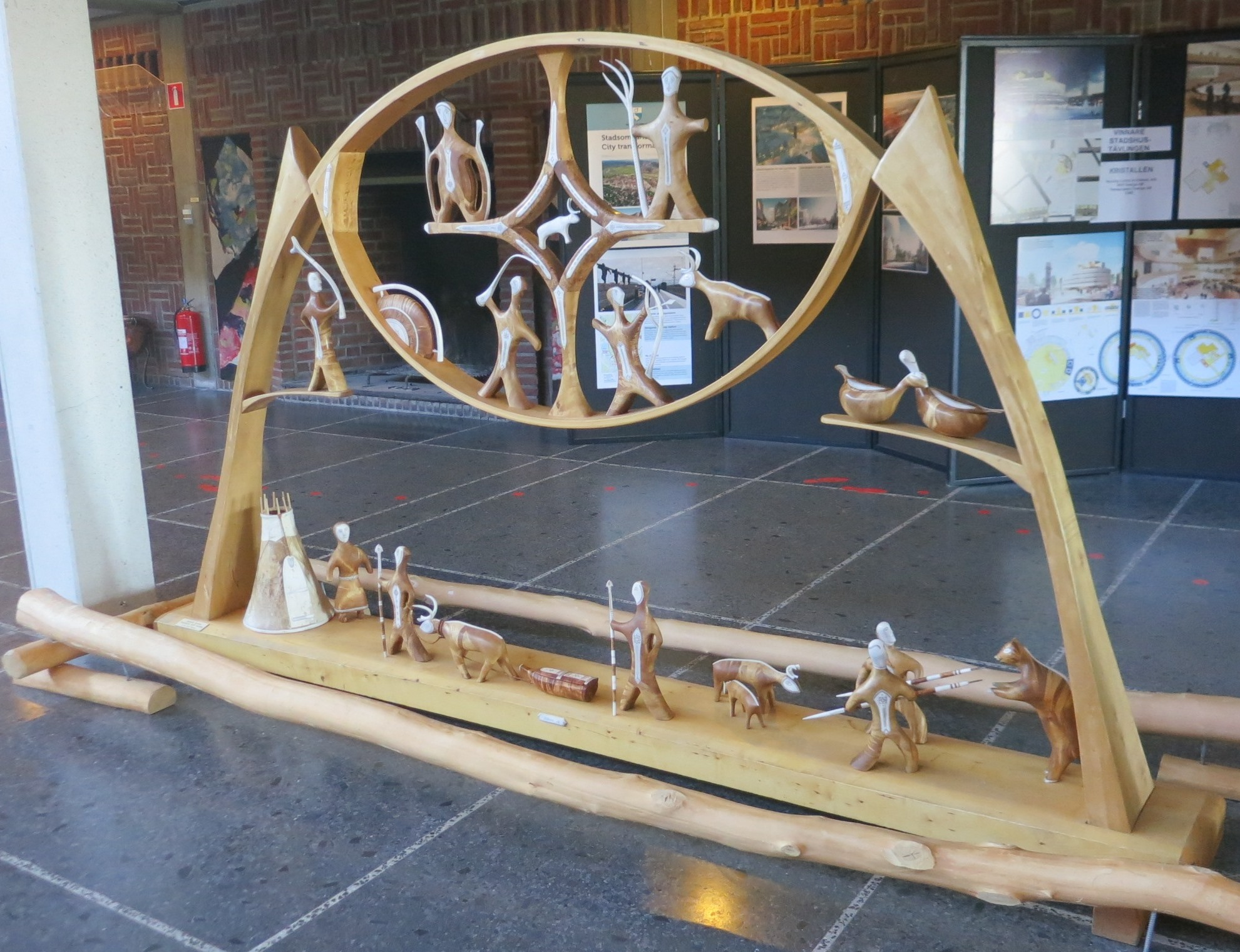
Konst i Kirunas gamla stadshus

Lars-Levi Sunna, född 13 september 1944 i Jukkasjärvi församling, Norrbottens län, är en sameslöjdare och konstnär från Årosjokk i Norrbottens län. 
Lars-Levi Sunna har gjort offentliga utsmyckningar av trä och ben i bland annat Gamla stadshuset, Kiruna, Nåjdens sal i Folkets hus i Kiruna och kyrkorgeln i Jukkasjärvi kyrka.